# Hans Nowak
Hans Nowak (Gelsenkirchen, 1937. augusztus 9. – 2012. július 19.) nyugatnémet válogatott német labdarúgó, hátvéd.

## Pályafutása

### Klubcsapatban
1946-ban az Eintracht Gelsenkirchen csapatában kezdte a labdarúgást, majd 1953-tól az Alemannia Gelsenkirchen korosztályos csapatában folytatta. 1958 és 1965 között a Schalke 04 labdarúgója volt. 1965 és 1968 között a Bayern München csapatában szerepelt, ahol bajnoki bronzérmet és két nyugatnémet kupagyőzelmet szerzett a csapattal. Utolsó klubja 1968 és 1971 között a Kickers Offenbach együttese volt. Itt tagja volt az 1970-es nyugatnémet kupa-győztes csapatnak.

### A válogatottban
1961 és 1964 között 15 alkalommal szerepelt a nyugatnémet válogatottban. Részt vett az 1962-es chilei világbajnokságon a csapattal.

## Sikerei, díjai
FC Bayern München
- Nyugatnémet bajnokság (Bundesliga)
  - 3.: 1965–66
- Nyugatnémet kupa (DFB-Pokal)
  - győztes: 1966, 1967
- Kupagyőztesek Európa-kupája (KEK)
  - győztes: 1966–67

 Kickers Offenbach
- Nyugatnémet kupa (DFB-Pokal)
  - győztes: 1970